# Андроновка (приток Печоры)
Андроновка — река в России, протекает по территории Вуктыльского округа в Республике Коми. Устье реки находится в 1043 км по левому берегу реки Печора. Длина реки составляет 13 км, площадь водосборного бассейна 45 км².
Исток реки находится в 47 км к северу от города Вуктыл. Река течёт на юго-восток, всё течение проходит по ненаселённому холмистому лесному массиву. Впадает в Печору в урочище Андроново рядом с одноимённой покинутой деревней.

## Этимология гидронима
По-видимому, название связано с личным именем Андрон.

## Данные водного реестра
По данным государственного водного реестра России относится к Двинско-Печорскому бассейновому округу, водохозяйственный участок реки — Печора от водомерного поста у посёлка Шердино до впадения реки Уса, речной подбассейн реки — бассейны притоков Печоры до впадения Усы. Речной бассейн реки — Печора.
Код объекта в государственном водном реестре — 03050100212103000062057.